# 渡辺修渡舟
渡辺 修渡舟（わたなべ おさむとしゅう、1935年6月25日 - 2007年3月2日）は、日本の画家、彫刻家。
武者小路実篤が「人間らしく生きる」「自己を生かす」ことができる社会を目指して提唱し、その同志が建設した理想郷「新しき村」で義務労働の傍ら、絵画や彫刻の制作に励む。村で毎日絵筆をとる生活をし、絵画教室も開いていた。渡辺登州（わたなべ としゅう）と名乗ることもあった。本名、渡辺修（わたなべ おさむ）。武者小路実篤や高田博厚に師事した。

## 経歴
鳥取県東伯郡中山村（現・西伯郡大山町）で生まれ、中学生の頃から絵を描きたいという思いを持ち、武者小路実篤の作品も熱心に読んでいた。将来は教員でもやりながら絵を描こうと思っていたが、高校教師だった兄の話を聞いて教師との両立に疑問を抱く。鳥取県立米子西高等学校を卒業してから、1年間実家の農業を手伝い、反対していた両親を説得して、埼玉県毛呂山町にある「新しき村」に入村。農業・養鶏などに勤しみながら、時間を作っては創作活動に充てていた。
武者小路実篤から「芸術家に生まれたような男で、自分の感じを直接に筆力や（彫刻の）刀に出すことが出来る珍しい男」、高田博厚からは「私は渡辺君の生一本の熱情と誠実さを知っている」と言われた。
出身地である山陰地方を10年にわたり写生するなど約300点の作品を制作。これらの作品のうち122点（屏風四曲2点、二曲33点を含む）を展示する「心の山陰百景展」（1987年）を埼玉県立近代美術館で開催した。これ以外にも、幅1.6 m長さ33 mの巻物式の『毛呂のやぶさめ』を21点制作。

## 主な展示場所

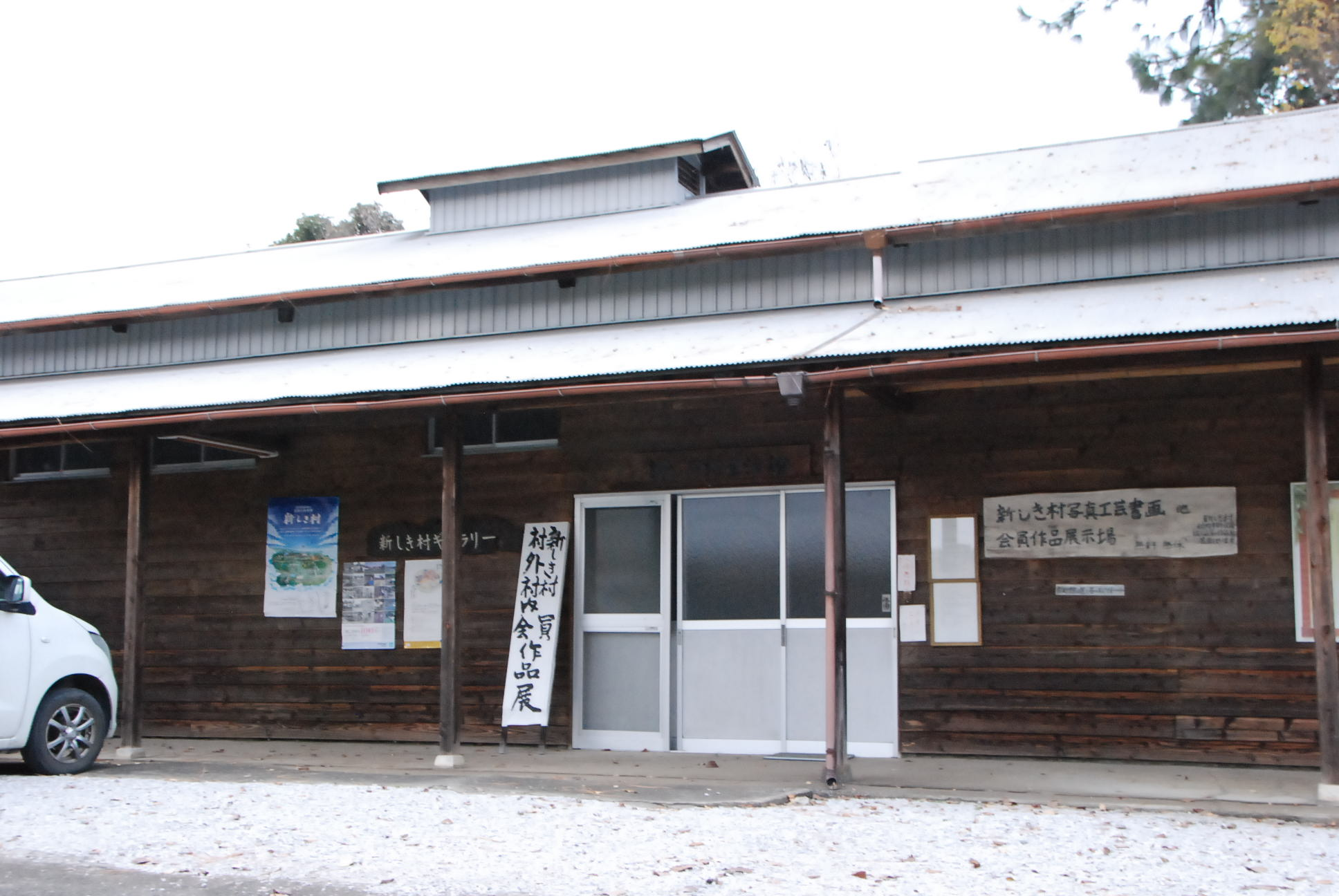
新しき村ギャラリー
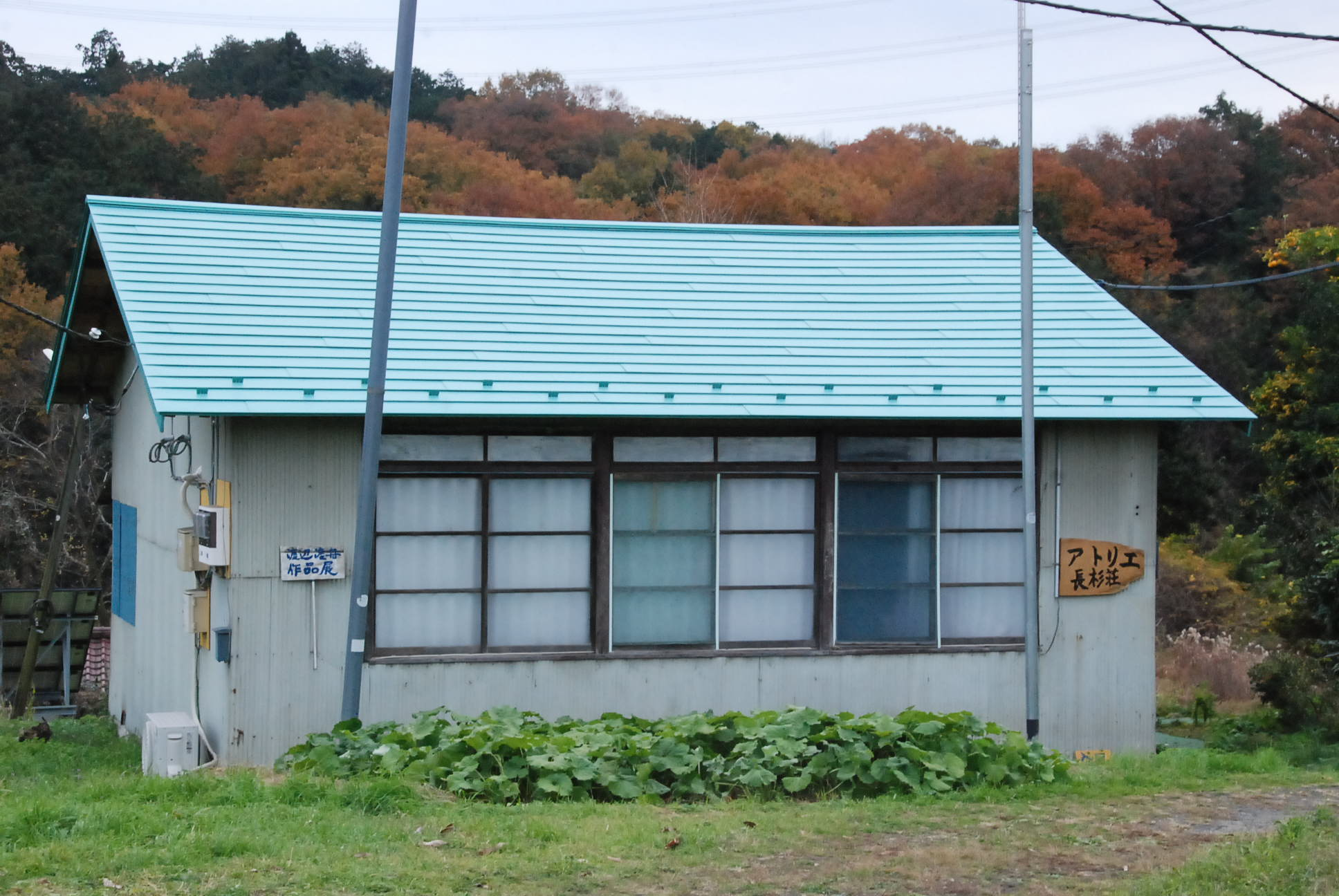
アトリエ長杉荘

## アトリエ長杉荘

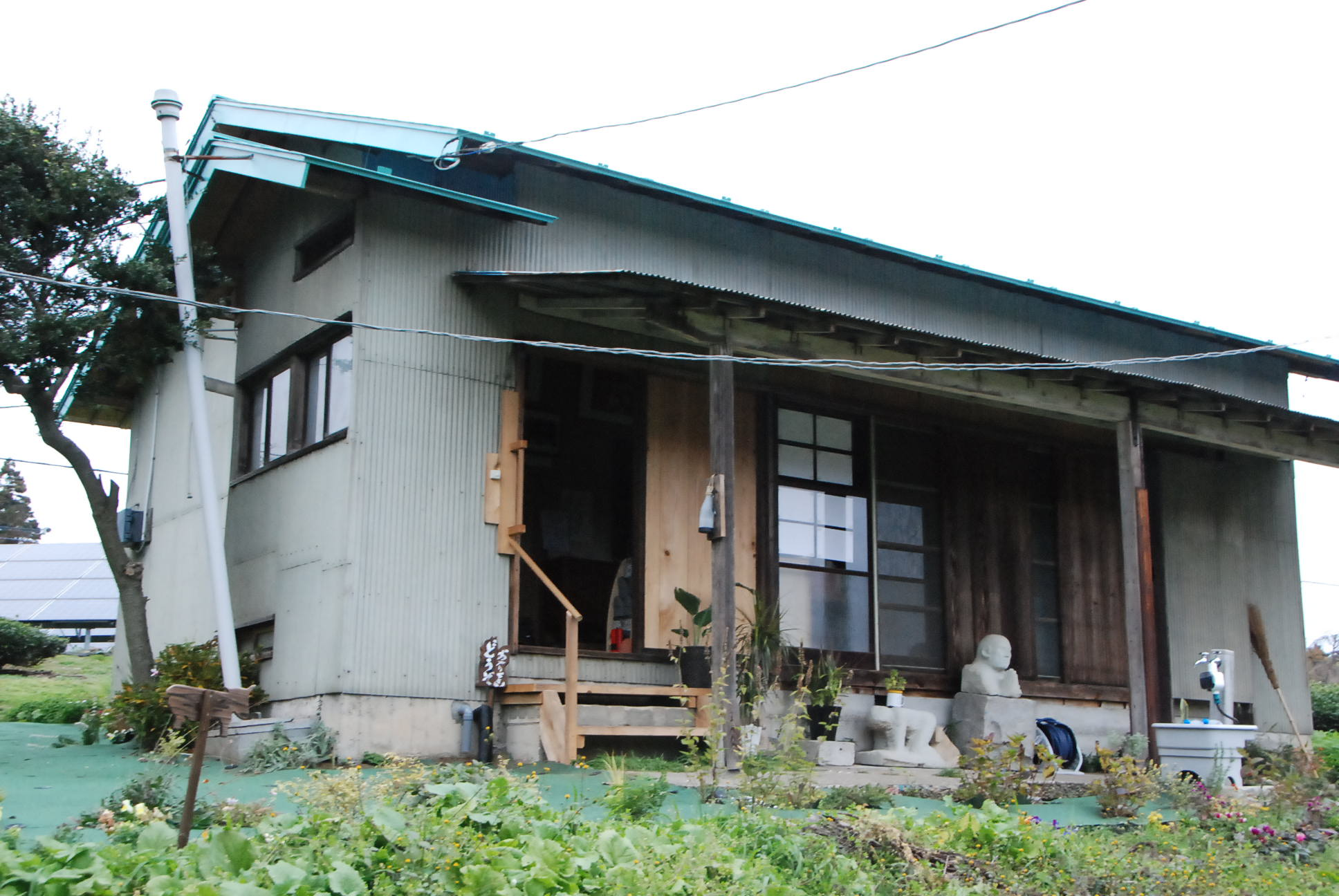
アトリエ長山荘外観

## 略年譜
- 1935年（昭和10年） - 鳥取県東伯郡中山村（現・西伯郡大山町）に生まれる。
- 1955年（昭和30年） - 新しき村に入村する。
- 1959年（昭和34年） - 銀座・なすび画廊にて初の個展。この頃高田博厚に油絵、彫刻を見てもらう。武者小路実篤に、方向と何が大事か教わる。
- 1961年（昭和36年） - 戦後初めての女性入村者である高橋ナヲ（1927-2017）と結婚[2]。
- 1965年（昭和40年） - アトリエ長杉荘完成。修渡舟が美術指導にあたる。
- 1976年（昭和51年） - 山陰百景を描き始める。
- 1986年（昭和61年） - 埼玉県立近代美術館にて第28回個展を開催。
- 1987年（昭和62年） - 埼玉県立近代美術館で第29回個展「心の山陰百景展」開催[3]。埼玉県毛呂山町の流鏑馬や、鳥取県東伯郡中山町の記念碑（置石彫刻）を制作する。
- 2007年（平成19年） - 修渡舟が死去。
- 2017年（平成29年） - 妻・ナヲが死去。「村の100周年を盛り上げること、修渡舟の絵を多くの人に見ていただくこと」などを、娘の京鼓に言い残す。
- 2018年（平成30年） - アトリエ長杉荘が一般公開される[6]。

## 周辺施設

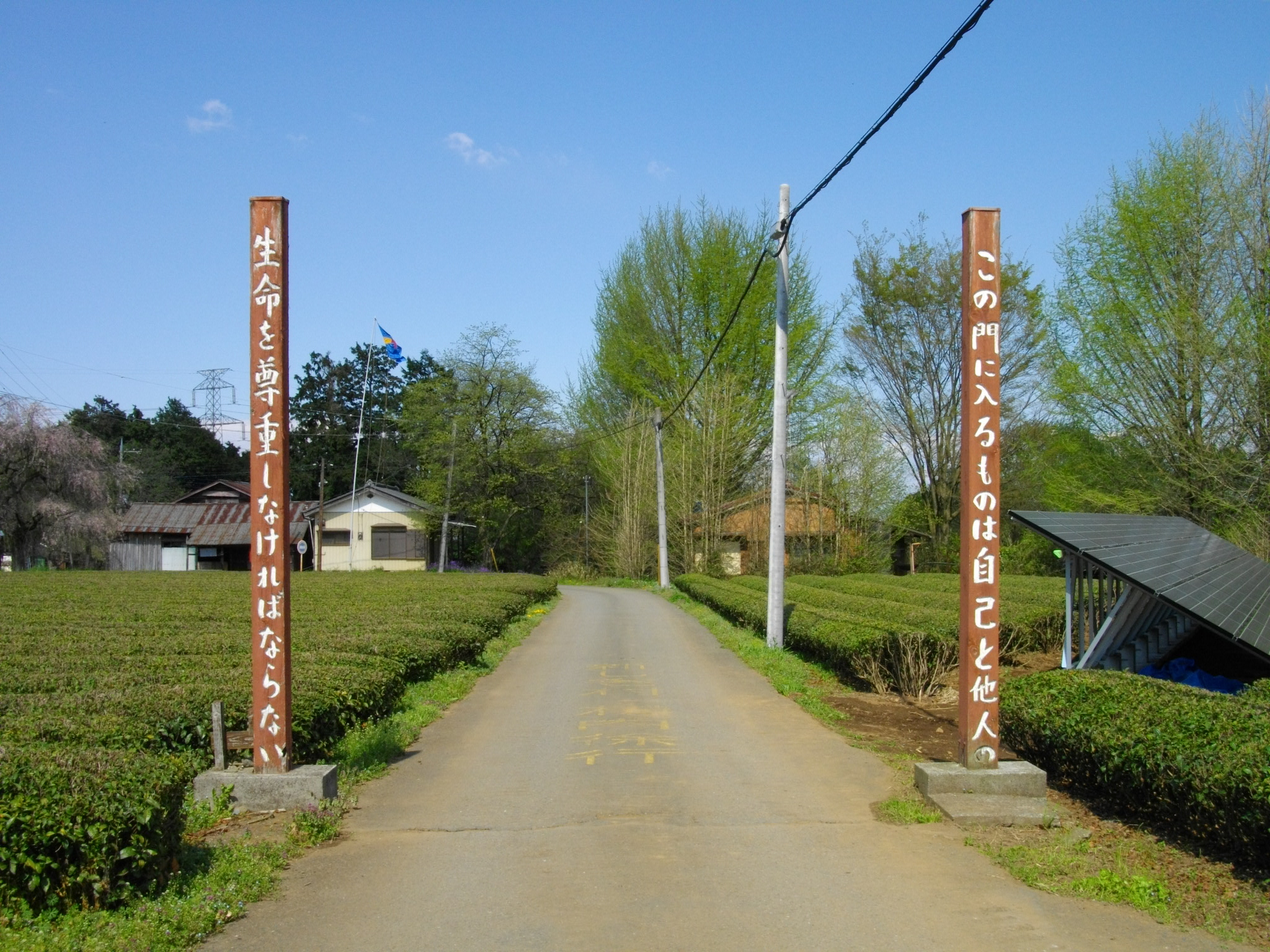
新しき村入り口
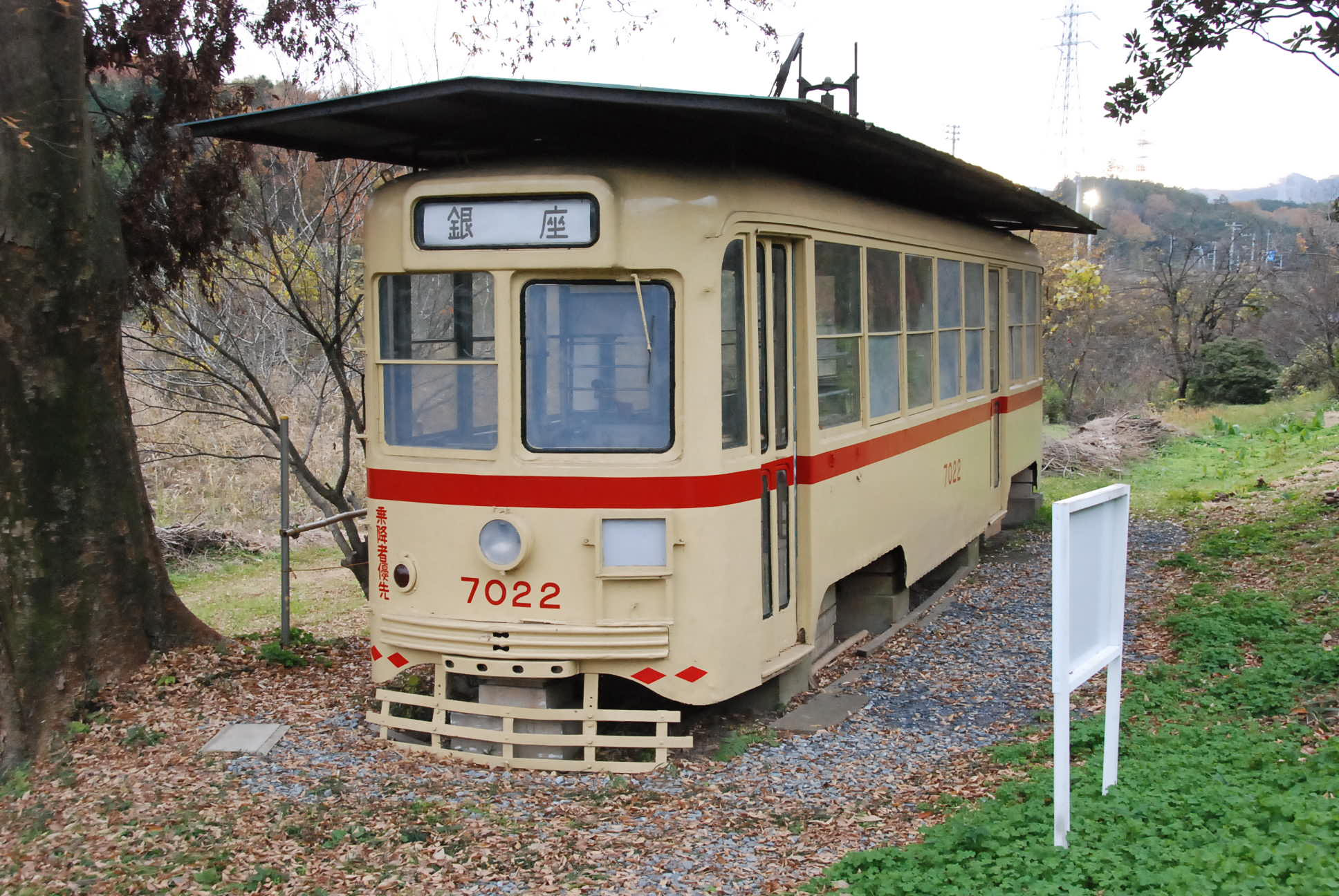
アトリエ長杉荘近くに静態保存される都電7022電車
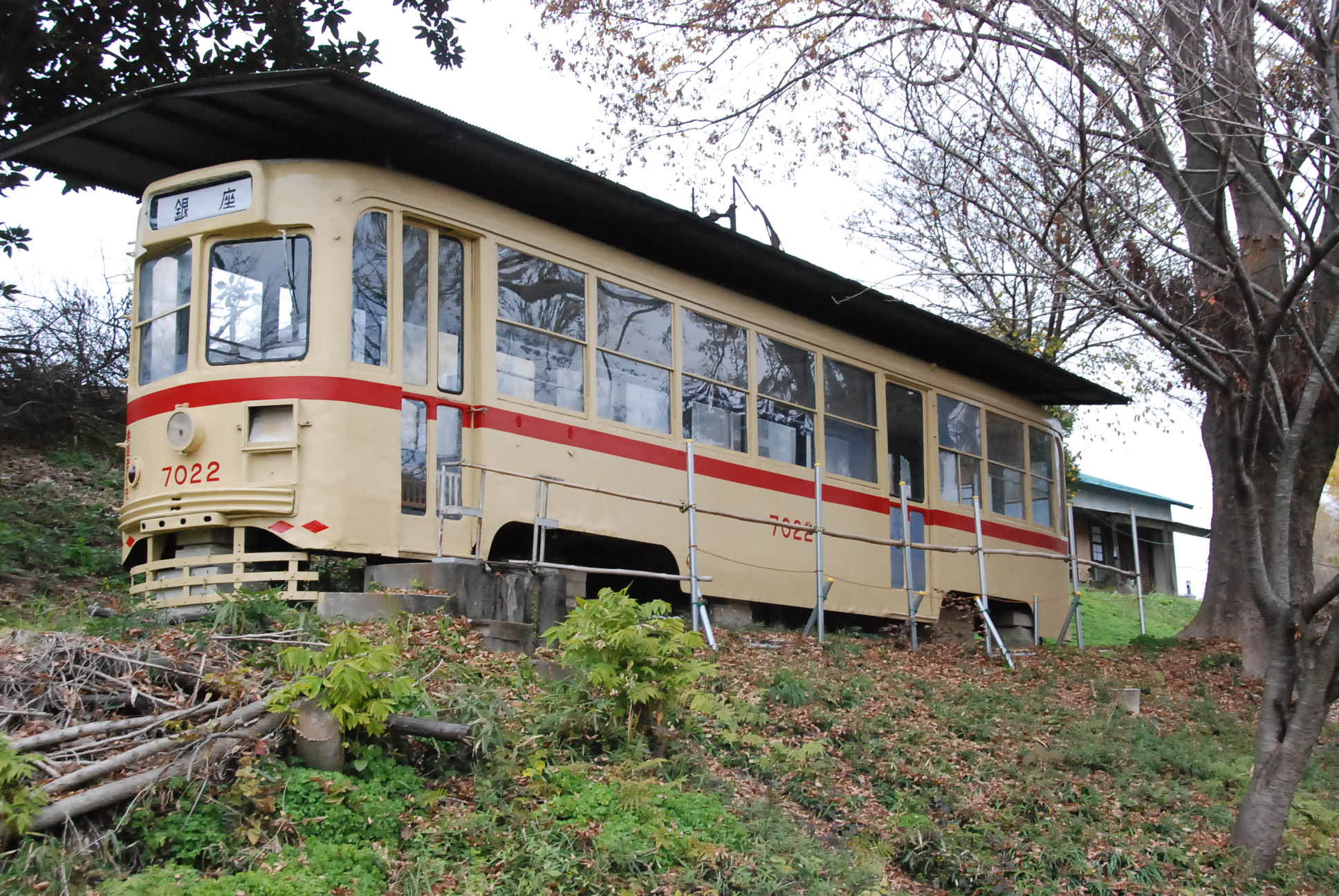
都電7022電車（後にアトリエ長杉荘が見える）